# Wyoma echinastra
Wyoma echinastra är en fjärilsart som beskrevs av Edward Meyrick 1931. Wyoma echinastra ingår i släktet Wyoma och familjen äkta malar. Inga underarter finns listade i Catalogue of Life.